# HD 4145
HD 4145，又名BD-12 126，SAO 147422、HR 190，是一颗恒星，视星等为6.02，位于銀經115.84，銀緯-74.78，其B1900.0坐标为赤經0h 38m 47.9s，赤緯-12° -74.78′ 14″。